# 蠟筆小新：我們的恐龍日記
《蠟筆小新：我們的恐龍日記》是2024年8月9日上映的日本動畫電影，由佐佐木忍執導，Moral編劇，改編自漫畫家臼井儀人創作的漫畫系列《蠟筆小新》，同時也是該系列第32部劇場動畫。本作打破2015年2D系列作《我的搬家物語 仙人掌大襲擊》和3DCG作《新次元！超能力大決戰 ～飛吧！手卷壽司～》的記錄成為蠟筆小新2D電影系列歷史最高票房，

## 概要
- 本作首次以恐龍為主題。
- 本作是繼2007年《小白的屁屁炸彈》後再次以小白為主角的電影版。
- 本作是繼2021年《謎案！天下春日部學院的怪奇事件》後時隔二年再次以「春日部防衛隊」为主要角色的電影動畫。
- 本作是繼2015年《我的搬家物語 仙人掌大襲擊》後相隔九年角色「小愛」再次出現在電影劇場版中。
- 本作為首次在8月暑假上映的2D版本常規電影，並結束了常規每年4月日本黃金週上映的定律。
- 本作為香港及澳門首部與日本同日上映的蠟筆小新電影版，也是第二部同時上映日粵雙語配音和首部被列為第I級（之前引進過的系列劇場版均被列為第IIA級）[註 3]的電影動畫。
- 本作臺灣的電影代理商首次由車庫娛樂擔任，異於過去31部電影皆由木棉花國際代理的常態。

## 登場角色
| 角色            | 配音員                      | 配音員            | 配音員            | 配音員            |
| 角色            | 日本                        | 臺灣              | 香港              | 中国大陆          |
| 原著角色        | 原著角色                    | 原著角色          | 原著角色          | 原著角色          |
| --------------- | --------------------------- | ----------------- | ----------------- | ----------------- |
| 野原新之助      | 小林由美子                  | 曾允凡            | 王慧珠            | 山新              |
| 野原美冴        | 楢橋美紀                    | 王瑞芹            | 譚淑英            | 黎筱濛            |
| 野原廣志        | 森川智之                    | 于正昇            | 黃志明            | 林强              |
| 野原向日葵      | 興梠里美                    | 吳貴竹            | 張彩虹            | 唐疑              |
| 野原小白        | 真柴摩利                    | 吳貴竹            |                   | 杨凝              |
| 風間徹          | 真柴摩利                    | 吳貴竹            | 周恩恩            | 杨凝              |
| 櫻田妮妮        | 林玉緒                      | 王瑞芹            | 陳子瑩            | 乔菲菲            |
| 佐藤正男        | 一龍齋貞友                  | 宋昱璁            | 張彩虹            | 良二              |
| 阿呆            | 佐藤智惠                    | 于正昇            | 姜麗儀            | 李佳怡            |
| 吉永绿          | 七绪春日                    | 吳貴竹            |                   | 武桢鑫            |
| 松坂梅          | 富泽美智惠                  | 曾允凡            |                   | 王梅子            |
| 上尾义美        | 三石琴乃                    | 王瑞芹            |                   | 唐嶷              |
| 高仓文太        | 森田顺平                    | 宋昱璁            |                   | 来晓风            |
| 酢乙女爱        | 川澄绫子                    | 吳貴竹            |                   | 唐嶷              |
| 黑机            | 立木文彦                    | 于正昇            |                   | 邢立达            |
| 大原娜娜子      | 伊藤静                      | 吳貴竹            |                   |                   |
| 北本玲子        | 铃木玲子                    | 吳貴竹            |                   |                   |
| 鳩谷席林        | 阪口大助                    | 宋昱璁            |                   |                   |
| 鸠谷蜜琪        | 大本真基子                  | 吳貴竹            |                   |                   |
| 风间峰子        | 玉川砂记子                  | 曾允凡            |                   |                   |
| 樱田萌子        | 萩森侚子                    | 吳貴竹            |                   |                   |
| 正男妈妈        | 大塚智子                    | 王瑞芹            |                   |                   |
| 灰指甲龙子      | 伊仓一惠                    | 王瑞芹            |                   |                   |
| 雞眼阿银        | 星野千寿子                  | 曾允凡            |                   |                   |
| 青春痘玛莉      | 牟田彰子                    | 吳貴竹            |                   |                   |
| 賣間久里代      | 津野田成美                  | 吳貴竹            |                   |                   |
| 團羅座也        | 茶風林                      | 曹冀魯            |                   |                   |
| 本作角色        |                             |                   |                   |                   |
| 恐龍那那        | 水樹奈奈                    | 徐瑀甄            |                   | 关云月            |
| 比利·歐多洛奇   | 北村匠海 內田真禮（幼少期） | 賈文安 （幼少期） | 洪嘉豪 （幼少期） | 韩家伦 （幼少期） |
| 安潔拉·歐多洛奇 | 戶松遙                      | 劉如蘋            | 顧詠雪            | 兰酒              |
| 巴布魯·歐多洛奇 | 安元洋貴                    | 林谷珍            |                   | 任景行            |
| 安莫納·伊藤     | 伊藤俊介 （奧斯瓦爾德）     | 宋昱璁            |                   | 皇贞季            |

## 製作人員
- 原著：臼井儀人
- 導演：佐佐木忍
- 編劇：Moral
- 角色设定、恐龙作画监督：神戸佑太、末吉裕一郎
- 作画导演：針金屋英郎、原勝徳、大森孝敏、末吉裕一郎
- 製作公司：SHIN-EI動画、朝日電視台、旭通廣告、雙葉社
- 發行商：東寶

## 迴響
日本票房：
日本開畫首三日票房達4.55億日元票房，連同週一盂蘭盆節假期四天票房累積達6.34億日元，吸引超過51萬人入場，成為蠟筆小新系列電影開畫最好成績紀錄，亦達成首週新開畫電影票房冠軍。截至12月29日，本作以27億日元收益記錄成為蠟筆小新2D電影系列歷史最高票房，動員超過216萬人。
| 上一届： 《我的英雄學院：YOU'RE NEXT》 | 2024年日本週末電影票房冠軍列表 第31周 | 下一届： 《腦筋急轉彎2》 |

台灣票房：
台灣開畫首三日票房達1656.8萬新台幣票房(台北地區佔248.9萬新台幣票房)，超越上集3DCG電影(新次元！超能力大決戰)首三日開畫票房，成為2D系列在台灣開畫最好成績紀錄，本作以超過6500萬新台幣票房刷新系列在台灣票房紀錄。

## 音樂
| 類別               | 曲名                            | 作詞       | 作曲              | 編曲                    | 歌手           |
| ------------------ | ------------------------------- | ---------- | ----------------- | ----------------------- | -------------- |
| オープニングテーマ | 「スーパースター」（avex trax） | ケツメイシ | ケツメイシ、CHIVA | CHIVA from BUZZER BEATS | ケツメイシ     |
| エンディングテーマ | 「思い出をかけぬけて」          | 椎木知仁   | 椎木知仁          | My Hair is Bad、河野圭  | My Hair is Bad |
| 劇中歌             | 「LOVEマシーン」                | つんく♂    | つんく♂           |                         |                |

## 備註
1. ↑  同步上映台灣國語配音版本
2. ↑  官方將本作列為系列第31作，情況如《STAND BY ME 哆啦A夢》、《STAND BY ME 哆啦A夢 2》一樣將3D電影列為獨立系列。
3. ↑  本作在澳門的分級為B組。

## 外部連結
- 官方网站 （日語）
- 互联网电影数据库（IMDb）上《蠟筆小新：我們的恐龍日記》的资料（英文）
- 爛番茄上《蠟筆小新：我們的恐龍日記》的資料（英文）
- 開眼電影網上《蠟筆小新：我們的恐龍日記》的資料（繁體中文）
- 豆瓣电影上《蠟筆小新：我們的恐龍日記》的資料 （简体中文）